# Бренфорд Марсаліс

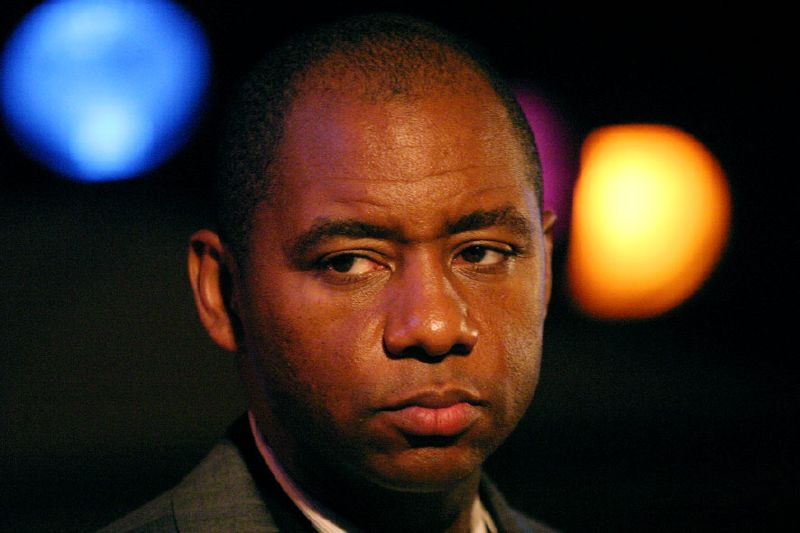
Бренфорд Марсаліс. 2008

Бренфорд Марсаліс (англ. Branford Marsalis, /ˈbrænfərd ˈmɑːsəˌlɪs/, * 26 серпня 1960 року, Бро Брідж, Луїзіана, США) — американський джазовий саксофоніст і композитор. У 2011 році одержав найпрестижнішу нагороду в області американського джазу «Маестро джазу».

## Біографія
Бренфорд — найстарший з шести братів, чотири з яких джазові музиканти, так само як і їх батько Елліс Марсаліс (1934). Бренфорд почав свою музичну кар'єру на початку 1980-х років, граючи з групами Арта Блейкі (The Jazz Messengers) і Кларка Террі. З 1982 по 1985 рік грав у групі свого брата Вінтона, потім, як один з музикантів, що супроводжували Стінга. Він також брав участь у турі Майлза Девіса.

## Бренфорд Марсаліс у Львові

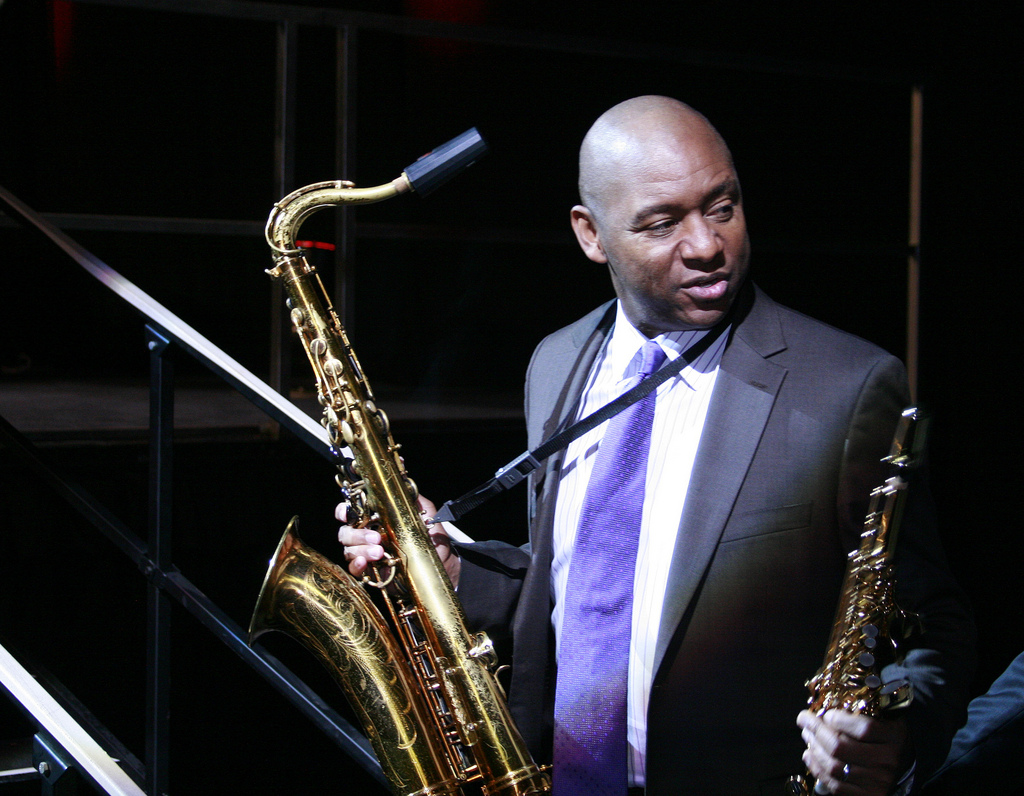
Бренфорд Марсаліс. 2011

25 червня 2016 року квартет триразового володаря премії «Греммі» Бренфорда Марсаліса та особливий гість, відомий вокаліст Курт Елінг виступили у Львові на «Альфа Джаз Фест 2016» — шостому Міжнародному джазововому фестивалі, що тривав з 24 до 27 червня. Виступом у Львові квартет відкрив свій черговий музичний тур.